# Grand Prix des Amériques 1990
Il Grand Prix des Amériques 1990 terza edizione della corsa, valida come ottava prova della Coppa del mondo di ciclismo su strada 1990, fu disputata il 30 settembre 1990 per un percorso totale di 224 km. Fu vinta dall'italiano Franco Ballerini al traguardo con il tempo di 6h02'46" alla media di 37,049 km/h.
Alla partenza erano presenti 132 ciclisti di cui 42 portarono a termine la gara. Il leader della classifica di Coppa del mondo Gianni Bugno si classificò undicesimo.

## Ordine d'arrivo (Top 10)
| Pos. | Corridore          | Squadra         | Tempo    |
| ---- | ------------------ | --------------- | -------- |
| 1    | Franco Ballerini   | Del Tongo       | 6h02'46" |
| 2    | Thomas Wegmüller   | Weinmann        | a 30"    |
| 3    | Sammie Moreels     | Lotto-Superclub | a 33"    |
| 4    | Claudio Chiappucci | Carrera         | a 41"    |
| 5    | Steve Bauer        | 7 Eleven        | a 1'40"  |
| 6    | Sean Kelly         | PDM-Concorde    | s.t.     |
| 7    | Louis de Koning    | Panasonic       | s.t.     |
| 8    | Rudy Dhaenens      | PDM-Concorde    | s.t.     |
| 9    | Marco Lietti       | Ariostea        | a 3'41"  |
| 10   | Rudi Verdonck      | Lotto-Superclub | a 3'51"  |